# Licantén
Licantén este o comună din provincia Curicó, regiunea Maule, Chile, cu o populație de 6.689 locuitori (2012) și o suprafață de 273,3 km2.